# Fuerte Waakzaamheid
El Fuerte Waakzaamheid (en neerlandés: Fort Waakzaamheid) es uno de los ocho fuertes en la isla de Curazao. Se encuentra al sur de la entrada oeste del Puente de la Reina Juliana.
El Fuerte para Vigilancia era una pequeña fortaleza, que consistía sólo en un bastión con vista al sector de Otrabanda. Fue construido en 1803 para defender la isla contra una invasión francesa . En 1804 se sometió a la fortaleza y sus residentes un asedio de 26 días dirigido por William Bligh , capitán del HMS Bounty. Durante la Segunda Guerra Mundial , los estadounidenses colocaron defensas antiaéreas en las paredes , decoraron cuarteles y dejaron equipos. El 8 de febrero de 2012, es sometido a una restauración parcial por una Fundación dedicada a proteger patrimonios monumentales.